# Aleksandr Kokšarov
Aleksandr Ėduardovič Kokšarov (in russo Александр Эдуардович Кокшаров?; 20 dicembre 2004) è un calciatore russo, attaccante del Pari Nižnij Novgorod in prestito dal Krasnodar.

## Statistiche

### Presenze e reti nei club
Statistiche aggiornate al 29 maggio 2023.
| Stagione        | Squadra         | Campionato      | Campionato | Campionato | Coppe nazionali | Coppe nazionali | Coppe nazionali | Coppe continentali | Coppe continentali | Coppe continentali | Altre coppe | Altre coppe | Altre coppe | Totale | Totale |
| Stagione        | Squadra         | Comp            | Pres       | Reti       | Comp            | Pres            | Reti            | Comp               | Pres               | Reti               | Comp        | Pres        | Reti        | Pres   | Reti   |
| --------------- | --------------- | --------------- | ---------- | ---------- | --------------- | --------------- | --------------- | ------------------ | ------------------ | ------------------ | ----------- | ----------- | ----------- | ------ | ------ |
| 2022-2023       | Krasnodar       | PL              | 6          | 1          | CR              | 2               | 1               | -                  | -                  | -                  | -           | -           | -           | 8      | 2      |
| 2022-2023       | Krasnodar-2     | 1D              | 3          | 0          | -               | -               | -               | -                  | -                  | -                  | -           | -           | -           | 3      | 0      |
| Totale carriera | Totale carriera | Totale carriera | 9          | 1          |                 | 2               | 1               |                    | -                  | -                  |             | -           | -           | 11     | 2      |